# Meat Loaf
Marvin Lee Aday, művésznevén: Meat Loaf (Aday) (Dallas, 1947. szeptember 27. – Nashville, 2022. január 20.) Grammy-díjas amerikai rockénekes és színész. Leginkább Bat Out of Hell albumtrilógiájáról ismert, amely a Bat Out of Hell (1977), Bat Out of Hell II: Back Into Hell (1993) és Bat Out of Hell III: The Monster Is Loose (2006) című lemezeit jelenti. A Bat Out of Hellből több mint 43 millió példányt adtak el, és harminc évvel később is évi 200 000 kel el belőle, kilenc évig szerepelt a toplistákon, és minden idők egyik legnagyobb példányszámban eladott lemeze. A Bat Out of Hell II: Back Into Hell 22 hétig szerepelt a MAHASZ Top 40 albumlistáján, a rajta szereplő I’d Do Anything for Love (But I Won’t Do That) pedig Grammy-díjat kapott a legjobb szóló rockénekesi teljesítmény kategóriában.
A siker ellenére Meat Loafnak kezdeti nehézségei akadtak, hogy stabil karriert építsen az USA-ban. Ezzel szemben Európában ikoni státuszt vívott ki magának, kiváltképp Nagy-Britanniában, ahol 23. a legtöbb hetet a toplistákon töltöttek listájában.[forrás?] A VH1 „a hard rock 100 legnagyobb művésze” listájában 96. helyezett volt.
Meat Loaf több mint ötven filmben és televíziós műsorban szerepelt, gyakran a színpadi személyiségéhez hasonló szerepkörben. Leghíresebb szerepei közt található Eddie és Dr. Scott a The Rocky Horror Show amerikai színpadi bemutatóján és Eddie a Rocky Horror Picture Show filmváltozatában, Robert „Bob” Paulson a Harcosok klubjában és Jack Black apja a Tenacious D, avagy a kerek rockerekben (egy karakter, aki utálja a rockzenét).

## Életpályája
Meat Loaf Marvin Lee Aday néven született Dallasban, Texas államban. Orvis Wesley Aday rendőr és Wilma Artiel Hukel tanár elsőszülött gyermeke. Anyja a Vo-di-o-do Girls gospelkvartett tagja volt. Apja alkoholista volt, s gyakran napokra eltűnt az ivómulatságai után. Marvin és édesanyja sorra járták a dallasi kocsmákat, hogy hazavigyék Orvist. Ezért Marvin gyakran nagyanyjával, Charlsee Norroddal maradt.
To Hell and Back című önéletrajzi kötetében Meat Loaf leírja, hogy egyik barátjával, és annak apjával kiautóztak a Love Field reptérre, hogy megnézzék John F. Kennedy landolását. Az eseményt követően elhagyták a repteret, és elindultak a Market Hallba, mely Kennedy felvonulási útvonalára esett. Útközben hallották, hogy Kennedyt lelőtték, és a Parkland kórházhoz siettek, ahol látták Jackie Kennedyt kiszállni az autóból, és azt is ahogy John Connally texasi kormányzót kihúzzák, azonban nem látták, hogy az elnököt kivették volna.
Marvin 1965-ben végzett a Thomas Jefferson High Schoolban, de addigra már elkezdte színészi pályafutását: olyan darabok iskolai bemutatóin vett részt, mint a Where’s Charley? és a The Music Man musicalkomédiák. Felsőfokú tanulmányait a Lubbock Christian College-ban kezdte, majd a dentoni Észak-texasi Állami Egyetemen folytatta (ma University of North Texas).
Középiskola után nem vették fel katonának, mert színvak volt. Látása egyre romlott amíg kórházba nem került, ahol sikerült segíteni rajta. Később önálló életet akart kezdeni, elege volt otthoni zűrjeiből, ezért ellopta apja hitelkártyáját és Los Angelesbe költözött, ahol tizenévesen egy night club kidobófiúja lett. Nem sokkal később anyja meghalt, és visszament elkérni az örökséget, de apja rátámadt egy késsel. Kis híján komoly sérülés lett belőle. Meat Loaf végül megkapta az anyja után járó örökséget és Dallasban bérelt egy lakást és három és fél hónapon keresztül elszigetelte magát. Végül egy barát megtalálta őt és közösen vettek egy autót Kaliforniában.

### A zenei pályafutás kezdete
Los Angelesben sikerült annyi pénzt keresniük, amiből felvették első dalukat, és megalakult a Meat Loaf Soul zenekar. A dal felvétele közben Meat Loaf kiénekelt egy olyan magas hangot, mely kiverte a felvevőmonitor biztosítékát. Rögtön három szerződést ajánlottak neki fel, de Meat Loaf egyiket sem tartotta megfelelő ajánlatnak. A Meat Loaf Soul első fellépése Huntington Beachben volt a Cave szórakozóhelyen, a Them – Van Morrison együttesének – előzenekaraként. Míg a Howlin’ Wolf „Smokestack Lightning” című számának feldolgozását énekelték, a füstgép túl sok füstöt fújt, így a helyet ki kellett üríteni. Később a Renaissance, Taj Mahal és Janis Joplin előzenekara volt a Kaliforniai Egyetemben. A zenekar gitárosa többször változott, így a banda nevét is mindig lecserélték, így volt többek között Popcorn Blizzard és Floating Circus is. Felléptek a The Who, The Fugs, The Stooges, MC5, Grateful Dead és a The Grease Band előtt is. Helyi sikereik tették lehetővé, hogy kiadják „Once Upon a Time” című kislemezüket, melynek B-oldala a „Hello” volt. Csatlakozott a Hair Los Angeles-i produkciójához. Az új-zélandi ZM rádiócsatornának adott interjújában bevallotta, hogy az egyik legnehezebb dolog az életében az volt, hogy elérje, hogy komolyan vegyék a zeneiparban, és ne amolyan ’cirkuszi bohócként’ tekintsenek rá.

### Stoney & Meatloaf
A Hair keltette ismertségnek köszönhetően a Motown felkérte Meat Loafot egy lemezre. Azt javasolták, hogy duettezzen Shaun „Stoney” Murphyvel, akivel együtt szerepelt a Hairben, és ő ebbe beleegyezett. A Motown produkciós csapata megírta és kiválogatta a dalokat, Meat Loaf és Stoney csak felénekelni jelentek meg a stúdióban. Az album, melynek címe Stoney & Meatloaf lett, 1971 nyarán elkészült, s az év szeptemberében meg is jelent. Az albumról megjelenő kislemez, a What You See Is What You Get harmincadik lett az R&B listán és hetvenegyedik a Billboard Hot 100-on. A lemezüket támogatandó Stoney és Meat Loaf a Jake Wade and the Soul Searchersszel turnéztak mint Richie Havens, The Who, The Stooges, Bob Seger, Alice Cooper és a Rare Earth nyitószámai. Meat Loaf nem sokkal később szakított a Motownnal, amikor az lecserélte az ő és Stoney hangját Edwin Starréra az általa kedvelt „Who Is the Leader of the People?” című dalban. Mikor Meat Loaf sikeressé vált, az album ismételten megjelent, de Stoney éneke nélkül. Meat Loaf „Who Is the Leader of the People?”-változatát is kiadták, azonban az album megbukott. Stoney, miután Meat Loaf kilépett, megjelentetett egy szóló kislemezt, ám kudarcot vallott, így nem sokkal később ő is szakított a Motownnal. Stoney vokalistaként működött többek között Bob Seger és Eric Clapton mögött, mígnem 1993-ban a Little Feat tagja lett, ahol 2009 februárjáig működött. Utána saját együttesével, a The Shaun Murphy Banddel szóló blueskarrierbe kezdett.

### More Than You Deserve
A turné után Meat Loaf ismét egy Hair-produkcióhoz csatlakozott, ez alkalommal a Broadwayen. Miután ügynököt fogadott, elment a Public Theaterben bemutatásra kerülő More Than You Deserve meghallgatására. Itt találkozott a későbbi dalszerzőjével, Jim Steinmannal. Elénekelte az egyik korábbi Stoney & Meatloaf kedvencét, az „(I'd Love to Be) As Heavy as Jesus”-t („[Szeretnék] olyan súlyos lenni, mint Jézus” – később a VH1 Storryteller koncertvideójában Meat Loaf azt mondta, hogy Steinman válasza erre az volt, hogy „Hát, ami azt illeti, szerintem vagy olyan súlyos mint két Jézus együttvéve!”) Ezzel a dallal megkapta Rabbit, az elmebajos szerepét, aki felrobbantja katonatársait, hogy „hazaküldje” őket. Az előadássorozat után szerepelt az Ahogy tetszikben Raúl Juliával és Mary Beth Hurttel.
Felvette a „More Than You Deserve” című dalt egy kislemez számára az „In the Presence of the Lord” feldolgozásával a B-oldalon. Csak három példányt sikerült megmentenie belőle, mivel a kiadó nem engedélyezte a megjelenését. 1981-ben ismételten felvette a dalt, némileg nyersebb hangon.
A film elkészült és sikert aratott. Jim fantáziát látott Meat Loafban ezért közös munkára hívta Őt.

### The Rocky Horror Picture Show
1973 telén, miután rövid ideig Washingtonban játszott a Rainbow in New Yorkban, Meat Loaf meghívást kapott, hogy szerepeljen a The Rocky Horror Showban, ahol Eddie és dr. Everett Scott szerepeit játszotta. Az előadás sikerének köszönhetően filmváltozat is készült Rocky Horror Picture Show (magyar) címen, amelyben viszont Meat Loaf már csak Eddie szerepét játszotta el. Körülbelül ezzel egyidőben Meat Loaf és Jim Steinman elkezdek dolgozni a Bat Out of Hellen. Meat Loaf meggyőzte az Epic Recordst, hogy forgassanak le vele négy videóklipet („Bat Out of Hell”, „Paradise by the Dashboard Light”, „You Took the Words Right Out of My Mouth” és „Two Out of Three Ain’t Bad”). Ezután Lou Edlert, a Rocky Horror Picture Show producerét is sikerült rábeszélni, hogy tegye be a film elé előzetesként a „Paradise by the Dashboard Light” című klipet. Az utolsó színházi előadás, amiben részt vett New Yorkban Gower Champion Rockabye Hamlet című Hamlet-musicaljében szerepelt.
Meat Loaf később is többször énekelte a „Hot Patootie – Bless My Soul”-t, az egyik dalát a Rockyból a darabhoz kapcsolódó összejöveteleken, koncerteken, de szólókoncertjein is. A dal élő felvétele szerepelt a Live Around the World albumán (1996) és az If I Can’t Have You középlemezén (2010). Amikor a filmzenét rögzítették, Meat Loaf további két dalt is rögzített: a „Stand by Me” Ben E. King-feldolgozást és a „Clap Your Hands”-t. Kiadatlanok maradtak 1984-ig, amikor a „Nowhere Fast” kislemez B-oldala lettek. 1976-ban Ted Nugent Free-for-All albumán öt számot a kilencből ő énekelt föl, mert Derek St. Holmes kilépett az együttesből.

### Bat Out of Hell
Meat Loaf és dalszerző barátja, Jim Steinman 1972-ben kezdtek el a Bat Out of Hell című albumon dolgozni, de a munkálatok csak 1974-ben váltak komollyá. Meat Loaf otthagyta a színházat és csak énekesi karrierjére koncentrált. Nem sokkal később John Belushi beugrójaként szerepelt – akinek ’72 óta közeli barátja volt – a National Lampoon Show című darabban a Broadwayen. Itt ismerkedett meg Ellen Foley-val, akit meghívott a „Paradise by the Dashboard Light” című dalhoz duettpartnernek a Bat Out of Hell albumon. Miután a Lampoon Show véget ért, Meat Loaf és Steinman több időt fordítottak a lemezszerződés megkötésére, de mindegyik lemezkiadó-vállalat elutasította őket, mert dalaik nem illettek egyik, a zeneipar által elfogadott stílusba sem. Végül eljátszották a szerzeményeket Todd Rundgrennek, aki úgy döntött vállalja a készülő lemez produceri munkáit és (Utopia nevű együttesével együtt) játszik is az albumon. Sorra járták a lemezkiadókat a felvételekkel, mígnem a Cleveland International Records kockáztatott és 1977. október 21-én kiadta a Bat Out Of Hellt.
Meat Loaf és Steinman megalapították a Neverland Express (’sohaországi gyors’) nevű együttes, mely őket kísérte a Bat Out of Hell turnéján. Első koncertje Chicagóban volt a Cheap Trick előtt. Meat Loaf az amerikai ismertséget a Saturday Night Live zenei vendégeként érte el 1978. március 25-én. Christopher Lee, a házigazda vendég így mutatta be: „Hölgyeim és uraim, hadd mutassam be önöknek Loaft [I would like you to meet Loaf]! [szünet, döbbenten néz] Elnézést, mi? [oldalról a rendező szavait hallgatja] Ó! Ezért… ezért bocsánat, igen, természetesen… áh… Hölgyeim és uraim, Meat Loaf!” A nagy siker rést ütött Meat Loaf és Steinman közé: míg a csapat Meat Loaf nevét vette fel, Steinman, az alkotó neve kevésbé vált fontossá.
A turnét hatalmas siker övezte, mígnem Torontoi koncertjén leesett a színpadról és eltörte a lábát, ezért le kellett mondani a turnét. Meat Loaf kokainhoz nyult és idegösszeomlást kapott, majd öngyilkossággal fenyegetőzőtt, hogy leugrik egy New York-i toronyház ablakából. 1978-ra Meat Loafnak sikerült kilábalnia a nehézségekből és feleségül veszi Leslie G. Edmondst. A Bat Out Of Hell lemezből világszerte 37 millió darabot adtak el, csak Angliában 2,1 milliót! Meat Loafnak sikerült leszoknia a drogokról. A lemezzel Meat Loaf tiszteletet parancsolt magának a kritikusok szemében.

### A 80-as évek
1980-ban Jim Steinmannal elkészült a Dead Ringer című lemez. Új menedzsert kapott Meat Loaf, aki segítette megszervezni a koncert helyszíneit. Azonban a turnét le kellett mondani, mert az összes pénzt felemésztette a lemezfelvétel és utómunkálat. Az album kiadását átvette a CBS (Sony) lemezkiadó. Ekkor nem várt pillanat következett be, Meat Loaf hangja elment. Pihenőt kért a lemezkiadótól ami három évre húzodott el. A kiadó és a hitelezők 50 millió dollár kártérítést kértek számon tőle. Meat Loaf ez idő alatt teljesen csődbe ment. Megpróbált kilábalni a bajból és 1983-ban (Steinman nélkül, hiszen Ő akkor Bonnie Tyler karrierjét segítette) saját dalaiból elkészíti a Midnight At The Lost And Fund című lemezt, amely mérsékelt sikert arat. 1984-ben Meat Loaf Angliában vette fel a Bad Attitud című albumot, melyen két Steinman dal szerepelt. Ez az album se hozta meg a hozzá fűzött reményeket. A végső csapás meat Loaf számára 1986-ban következett be. Elkészült a Blind Before I Stop című lemez, de a szövegíró minden dal alá tánclépéseket iktatott be, így az album elvesztette jellegét és kudarcot vallott. Meat Loaf Jim Steinmannal való kapcsolata is megromlott, ráadásul ismét anyagi csődbe került. Visszament Dallasba, hogy meglátogassa apját. Otthon megdöbbentő kép fogadta. Megnyomorodott apja egy újságcikkekkel és lemezekkel teli szobában élt. Hosszú beszélgetések után kibékült apjával, majd megfogadta hogy új életet kezd.

### Bat Out Of Hell II. Back Into Hell
Meat Loaf 1990-ben összeszedte magát és felkereste régi barátját, Jim Steinmant. A találkozás eredménye, az 1993-ban megjelent Bat Out Of Hell II. című album megszületése lett. A lemez összes dalát Jim Steinman írta és zenésítette meg. Az első kislemez, az I'd Do Anything For Love című dalból készült, amiből 15 millió darabot adtak el, és 28 országban került fel a toplisták első helyére. A dalban a vokalista Mrs. Loud volt, vagyis Lorraine Crosby, aki Meat Loaf és Bonnie Tyler mellett is vokálozott. 1994-ben Meat Loaf 2 Grammy-díjat kapott, de sajnos az átadó gálán nem énekelhette el a dalt. A baseball bajnokságon élőben énekelt el két dalt a legújabb lemezéről, amit nagy megtiszteltetésnek tartott az életében.

### 1990-es – 2010-es évek
1995-ben megjelent hetedik albuma Welcome To The Neighborhood címmel, ami Angliában és az Egyesült Államokban is platinalemez lett. A korong legsikeresebb dala, az I'd Lie For You, amit Patti Russoval énekelt, aki azóta is Meat Loaf vokalistája. 1998-ban Andrew Lloyd Webber és Jim Steinman közös musicaljében, a Whistle Down The Wind-ben kapott egy dalt. Megszületett a Kiss Is A Terrible Thing To Waste amelyben Bonnie Tyler volt a vokalista és a UK listán a harmadik helyet foglalta el. Megjelent a The Very Best Of Meat Loaf dupla cd-s válogatásalbum, melyen eddigi legnagyobb slágerei kerültek fel, köztük bónuszként a Bonnie Tyler-es duett. 2003-ban jelent meg a következő nagylemez Couldn't Have Said It Better címmel. Az album az egész világon hatalmas sikert arat, a Brit toplistán a negyedik helyre került.
2004. február 22-én és 24-én Ausztráliában turnézott, ahol a Melbourne-i Szimfonikus zenekarral lépett fel, és a legnagyobb slágereit adta elő élőben. A hatalmas koncert CD-n és DVD-n is megjelent. 2005-ben egy 160 állomásos turné keretében a londoni Wembley arénában adott fergeteges koncertet de váratlanul összeesett a színpadon és később Parkinson-kórt diagnosztizáltak nála. Meat Loaf a sebészi beavatkozás után felépült és bejelentette, hogy elkészíti utolsó albumát, a Bat Out Of Hell III.-at.
Meat Loaf és Steinman ismét elkezdett együtt dolgozni, de Steinman elszenvedett néhány egészségügyi visszaesést és egy szívrohamot. Az album elkészült és 2006. október 31-én megjelent. A dalokat Steinman írta, viszont a zenét már Desmond Child készítette. Ennek következtében elvesztette jellegzetes, Steinmanos karaktereit a lemez. Egyedül a Seize The Night című dal zenéje Steinmané, amit a Vámpírok Bálja című musicalbe írt korábban. Az album első kislemeze, az It's All Coming Back To Me Now amit Marion Ravennel énekelt a brit toplista hatodik helyére került, a videóklipet pedig játszotta valamennyi zenecsatorna. Meat Loaf azonban a lemezhez kapcsolódó turnét, melyet az USA-ban, Angliában és Németországban is hatalmas érdeklődéssel és sikerrel fogadtak, kénytelen volt egészségi állapota miatt idő előtt félbeszakítani és egy időre visszavonulását a színpadtól bejelenteni.
Azonban nem sokáig volt ténylegesen távol, alig nyolc hónap után ismét a világot jelentő deszkákon állt és megkezdte Casa de Carna Tour elnevezést viselő koncert-körútját.
A koncertezés újraindítása után új nagylemezen is dolgozni kezdett, mégpedig a Green Day lemezeit is jegyző Rob Cavallo producer irányításával. A végül Hang Cool Teddy Bear címre keresztelt lemez sok tekintetben elkanyarodott a korábbi albumok dallamvilágától. A közreműködők között olyan izgalmas személyiségeket találunk, mint a leginkább színészekként ismert Hugh Laurie vagy Jack Black. Laurie jazz-zenészi tehetségét csillogtatja zongorajátékával (az "If I Can't Have You" című dalban), míg Jack Black a "Like A Rose" című számban énekel duettet. Szintén közös dalt ad elő Meat Loaffal a lemezen Patti Russo és Kara DioGuardi. Emellett közreműködik a lemezen egy-egy gitár-szóló erejéig a Queen gitárosa, Brian May, valamint a szintén legendás gitáros Steve Vai. Az újítások sok helyütt pozitív kritikákat eredményeztek.
A sikert folytatandó újabb zenei stílus-utazásra hívta rajongóit az immár 64 éves Meat Loaf 2011-es új lemezén, mely a Hell in a Handbasket címet kapta. Az először csak Ausztráliában (2011. október), majd az európai és amerikai kontinensen is (2012. február) piacra dobott album azonban nem hozta várt elismerést és nemzetközi pozitív visszhangot.
2022. január 20-án covid-fertőzés szövődményeiben hunyt el.

## Diszkográfia

### Stúdióalbumok és válogatások
| Év        | Dal                                       | Charts               | Eladás                  | Eladás                               | Eladás              | Eladás                 | Eladás                 | Eladás          | Eladás         |
| Év        | Dal                                       | UK                   | Egyesült Államok        | Egyesült Királyság                   | Németország         | Kanada                 | Ausztria               | Belgium         | Összes bevétel |
| --------- | ----------------------------------------- | -------------------- | ----------------------- | ------------------------------------ | ------------------- | ---------------------- | ---------------------- | --------------- | -------------- |
| 1971      | Stoney & Meatloaf                         | #71, 1 hét           |                         |                                      |                     |                        |                        |                 |                |
| 1977      | Bat Out of Hell                           | #9; 476 hét          | 14x Platina 14 000 000+ | 7x Platina 2 100 000+                | Platina 200,000+    | 20x Platina 2 000 000+ | 22x Platina 1 540 000+ |                 | 37 000 000+    |
| 1981      | Dead Ringer                               | #1; 46 hét           |                         | Platina 300,000+                     |                     |                        |                        |                 | 1 000 000+     |
| 1983      | Midnight At The Lost and Found            | #7; 23 hét           |                         | Arany 100,000+                       |                     |                        |                        |                 | 200,000+       |
| 1984      | Bad Attitude                              | #8; 16 hét           |                         | Arany 100,000+                       |                     |                        |                        |                 | 200,000+       |
| 1986      | Blind Before I Stop                       | #28; 6 hét           |                         |                                      |                     |                        |                        |                 |                |
| 1993      | Heaven & Hell feat. Bonnie Tyler          | #9; 12 hét, 1995 #12 |                         | Arany 100,000+; (1995) Arany 100,000 |                     |                        |                        |                 | 5 00 000+      |
| 1993      | Bat Out of Hell II: Back into Hell        | #1; 59 hét           | 5x Platina 5 000        | 6x Platina 1 800 000+                | 2x platina 400,000+ | 9x Platina 900,000+    | Platina 30,000+        | Platina 70,000+ | 18 000 000+    |
| 1995      | Welcome To The Neighborhood               | #3; 27 hét           | Platina 1 000 000+      | Platina 300,000+                     | Arany 100,000+      |                        |                        |                 | 2 000 000+     |
| 1998      | The Very Best Of Meat Loaf                | #14; 37 hét          |                         | 2x Platina 600,000+                  |                     |                        |                        |                 | 2 000 000+     |
| 2003      | Couldn't Have Said It Better              | #4; 15 hét           |                         | Arany 100,000+                       |                     |                        |                        |                 | 200,000+       |
| 2006      | Bat Out of Hell III: The Monster Is Loose | #3; 10 hét           | 250,000+                | Platina 300,000+                     | Arany 100,000+      |                        |                        |                 | 2 000 000+     |
| 2010      | Hang Cool Teddy Bear                      | #4; 5 hét            |                         |                                      |                     |                        |                        |                 |                |
| 2011/2012 | Hell In A Handbasket                      |                      |                         |                                      |                     |                        |                        |                 |                |
| 2016      | Braver Than We Are                        |                      |                         |                                      |                     |                        |                        |                 |                |

### Helyszíni albumok
- 1977 Live at the Bottom Line (bootleg)
- 1978 Live in Cleveland – Really Live in London (bootleg)
- 1985 Live at the Bottom Line 1985 (bootleg)
- 1987 Live at Wembley
- 1992 Hot as Hell (bootleg)
- 1996 Live Around the World
- 1999 VH1: Storytellers
- 2004 Bat Out Of Hell: Live with the Melbourne Symphony Orchestra
- 2008 3 Bats Live

### Zenei videók és DVD-k
- 1981 Live
- 1984 Hits out of Hell
- 1985 Bad Attitude – Live!
- 1999 VH1: Storytellers
- 2004 Meat Loaf – Live with the Melbourne Symphony Orchestra
- 2007 3 Bats Live
- 2009 Bat Out Of Hell: The Original Tour

### Kislemezek
Amerikai Egyesült Államok
- 1971 "What You See Is What You Get" (as Stoney & Meatloaf) #71
- 1978 "Two Out of Three Ain’t Bad" #11
- 1978 "Paradise By The Dashboard Light" #39
- 1979 "You Took The Words Right Out Of My Mouth" #39
- 1981 "I'm Gonna Love Her For Both Of Us" #84
- 1993 "I’d Do Anything for Love (But I Won’t Do That)" #1
- 1994 "Rock And Roll Dreams Come Through" #13
- 1994 "Objects In The Rear View Mirror May Appear Closer Than They Are" #38
- 1995 "I'd Lie For You (And That's The Truth)" #13
- 1996 "Not A Dry Eye In The House" #82

Egyesült Királyság
- 1971 "What You See Is What You Get" (as Stoney & Meatloaf) #71
- 1978 "You Took The Words Right Out Of My Mouth" #33
- 1978 "Two Out Of Three Ain't Bad" #32
- 1979 "Bat Out Of Hell" #15
- 1981 "Dead Ringer For Love" (with Cher) #5
- 1983 "Midnight At The Lost And Found" #17
- 1984 "Modern Girl" #17
- 1986 "Rock 'N' Roll Mercenaries" (feat. John Parr) #31
- 1993 "I'd Do Anything For Love (But I Won't Do That)" #1
- 1993 "Bat Out Of Hell" (re-issue) #8
- 1994 "Rock And Roll Dreams Come Through" #11
- 1994 "Objects In The Rear View Mirror May Appear Closer Than They Are" #26
- 1995 "I'd Lie For You (And That's The Truth)" #2
- 1996 "Not A Dry Eye In the House" #7
- 1996 "Runnin' For The Red Light (I Gotta Life)" #21
- 1999 "Is Nothing Sacred" (feat. Patti Russo) #15
- 2003 "Couldn't Have Said It Better" #31
- 2003 "Man Of Steel" #21
- 2006 "It's All Coming Back To Me Now" (feat. Marion Raven) #6
- 2007 "Cry Over Me" (written by Diane Warren) Released 7th May, #47[22]
- 2010 "Los Angeloser" #107

## Jelentős film- és TV-szereplései
- Rocky Horror Picture Show 1975 – Eddie " A delivery boy."
- Americathon 1979 – Oklahoma Daredevil, Roy Budnitz
- Scavenger Hunt 1979 – Scum
- Roadie 1980- Travis W Redfish
- Dead Ringer 1981- Meat Loaf
- Strike Force "MIA" episode
- The Equalizer 1985 "Bump and Run" episode
- Out of Bounds 1986 – Gil
- Motorama 1991
- Wayne's World 1992 – Tiny
- Leap Of Faith 1992 – Hoover
- Tales from the Crypt "What's Cookin'?" episode
- To Catch a Yeti 1995 – Big Jake Grizzly
- Nash Bridges 1997 "Wild Card" episode
- Spiceworld: The Movie 1997 – Dennis
- Black Dog 1998 – Red
- Az óriás (The Mighty) 1998 – Iggy Lee
- Crazy in Alabama 1999 – Sheriff John Doggett
- Harcosok klubja 1999 – Robert 'Bob' Paulsen
- The Outer Limits 2000 "Gettysburg" episode
- Száguldó csapda 2000 – Jack
- The Ballad of Lucy Whipple 2001 – Amos "Rattlesnake Jake" Frogge
- Face to Face 2001 – Driver
- Rustin 2001 – Coach Trellingsby
- Focus 2001 – Fred
- The 51st State 2001 – The Lizard/Formula 51
- BloodRayne – Az igazság árnyékában 2005 – Leonid
- Tenacious D in The Pick of Destiny 2006 – JB's father
- Masters of Horror 2006 – Jake Feldman
- Dick Clark’s New Year’s Rockin’ Eve 2007 – ABC
- Dr. House sorozat 2009 – 5x20
- Monk sorozat 2009 – 8x07
- Beautiful Boy 2010 – motelmanager
- Glee sorozat 2011 – 2x05 – The Rocky Horror Glee Show